# ینگجه (آذرشهر)
ینگجه یکی از روستاهای استان آذربایجان شرقی است که در دهستان ینگجه بخش حومه واقع شده‌است.این روستا ۲۹۸۴ نفر جمعیت دارد.
جاهای دیدنی=سد خاکی ینگجه _چشمه قانلی_ مقبره سیدلر_